# Hand. Cannot. Erase.
Hand. Cannot. Erase. – czwarty album studyjny brytyjskiego muzyka Stevena Wilsona. Wydawnictwo ukazało się 27 lutego 2015 roku nakładem wytwórni muzycznej Kscope Music. Nagrania zostały zarejestrowane we wrześniu 2014 roku w londyńskich AIR Studios. W trakcie sesji Wilsona wsparli gitarzysta Guthrie Govan, basista Nick Beggs, klawiszowiec Adam Holzman oraz perkusista Marco Minnemann. Ponadto gościnnie na płycie wystąpili m.in. perkusista Chad Wackerman, śpiewaczka Katherine Jenkins oraz flecista i saksofonista Theo Travis.
Album dotarł do 39. miejsca listy Billboard 200 w Stanach Zjednoczonych sprzedając się w nakładzie 12 tys. egzemplarzy w przeciągu tygodnia od dnia premiery. W ramach promocji do pochodzącego z płyty utworu „Perfect Life” został zrealizowany teledysk, który wyreżyserował Youssef Nassar.

## Lista utworów
Opracowano na podstawie materiału źródłowego.
1. „First Regret” - 2:01
2. „3 Years Older” - 10:18
3. „Hand Cannot Erase” - 4:13
4. „Perfect Life” - 4:43
5. „Routine” - 8:58
6. „Home Invasion” - 6:24
7. „Regret #9” - 5:00
8. „Transience” - 2:43
9. „Ancestral” - 13:30
10. „Happy Returns” - 6:00
11. „Ascendant Here On...” - 1:54

## Twórcy
Opracowano na podstawie materiału źródłowego.
| - Guthrie Govan - gitary - Adam Holzman - instrumenty klawiszowe - Steven Wilson - programowanie, gitara basowa, instrumenty klawiszowe, gitary, wokal - Nick Beggs - gitara basowa, chapman stick, wokal - Marco Minnemann - perkusja - Chad Wackerman - perkusja - Dave Gregory - gitara |  | - Ninet Tayeb - wokal - Katherine Jenkins - wokal - Leo Blair - wokal - Theo Travis - flet, saksofon barytonowy - Schola Cantorum Of The Cardinal Vaughan Memorial School - The London Session Orchestra |

## Listy sprzedaży
| Lista                   | Kraj              | Pozycja |
| ----------------------- | ----------------- | ------- |
| Media Control Charts    | Niemcy            | 3       |
| Billboard 200           | Stany Zjednoczone | 39      |
| Suomen virallinen lista | Finlandia         | 4       |
| UK Albums Chart         | Wielka Brytania   | 13      |
| MegaCharts              | Holandia          | 2       |
| SNEP                    | Francja           | 47      |
| OLiS                    | Polska            | 10      |